# Burkesville
Burkesville é uma cidade localizada no estado americano de Kentucky, no Condado de Cumberland.

## Demografia
Segundo o censo americano de 2000, a sua população era de 1756 habitantes. 
Em 2006, foi estimada uma população de 1733, um decréscimo de 23 (-1.3%).

## Geografia
De acordo com o United States Census Bureau tem uma área de 
7,3 km², dos quais 7,3 km² cobertos por terra e 0,0 km² cobertos por água. Burkesville localiza-se a aproximadamente 183 m acima do nível do mar.

## Localidades na vizinhança
O diagrama seguinte representa as localidades num raio de 32 km ao redor de Burkesville. 